# 모토야마역 (다카마쓰시)
모토야마역(일본어: 元山駅)은 일본 가가와현 다카마쓰시에 위치한 다카마쓰코토히라 전기철도 나가오 선의 철도역이다. 단선 승강장 1면 1선의 구조를 갖춘 지상역이다.

## 이용 현황
| 승차 인원 추이 | 승차 인원 추이 |
| 연도           | 1일 평균       |
| -------------- | -------------- |
| 2011           | 634            |
| 2012           | 654            |
| 2013           | 695            |
| 2014           | 710            |
| 2015           | 772            |

## 역 주변
- 다카마쓰 시립 교와 중학교

## 역사
- 1912년 4월 30일 : 다카마쓰 전기 궤도의 역으로서 개업.
- 1943년 11월 1일 : 회사 합병에 의해 다카마쓰 고토히라 전기 철도 나가오 선의 역이 됨.
- 2006년 2월 28일 : 경사로 신설 공사 완성에 의해 배리어 프리화.
- 2009년 2월 6일 : 역사 건물이 일본 경제산업성으로부터 '근대화 산업 유산'으로 인정.

## 인접 역
| 다카마쓰코토히라 전기철도 나가오 선                | 다카마쓰코토히라 전기철도 나가오 선 | 다카마쓰코토히라 전기철도 나가오 선 |
| -------------------------------------------------- | ----------------------------------- | ----------------------------------- |
| N 05 기타히가시구치 가와라마치 · 다카마쓰칫코 방면 | ■ 나가오 선                         | 미즈타 N 07 나가오 방면             |